# Medalla del Cercle d'Escriptors Cinematogràfics al millor argument original
La medalla del Cercle d'Escriptors Cinematogràfics al millor argument original va ser un guardó cinematogràfic espanyol que va concedir el Cercle d'Escriptors Cinematogràfics (CEC) al qual considerava millor argument original de l'any en una pel·lícula espanyola. Va ser lliurat des de la primera edició de els premis, celebrada al Cine Gran Vía de Madrid. En 1964 va ser atorgat per última vegada, ja que la categoria va ser suprimida. El trofeu era una senzilla medalla de bronze dissenyada per José González de Ubieta que no anava acompanyada de dotació econòmica.
A continuació s'ofereixen diverses taules que contenen una llista dels escriptors guanyadors. En la casella de l'esquerra s'indica l'any en què va ser concedit el premi, que és el següent a aquell en el qual es van estrenar els films. Després s'indica el nom de l'escriptor o escriptors guardonats. En diverses ocasions el premi va ser declarat desert. En la tercera casella s'informa del títol de la pel·lícula l'argument de la qual va merèixer la medalla.

## Anys 1940
| Any  | Guanyador        | Treball                 | Notes       |
| ---- | ---------------- | ----------------------- | ----------- |
| 1946 | Edgar Neville    | La vida en un hilo      | [ 2 ]       |
| 1947 | José López Rubio | El crimen de Pepe Conde | [ 3 ]       |
| 1948 | Desert           |                         | [ 4 ] [ 5 ] |
| 1949 | Miguel Mihura    | La calle sin sol        | [ 6 ]       |

## Anys 1950
| Any  | Guanyador                                              | Treball                     | Notes  |
| ---- | ------------------------------------------------------ | --------------------------- | ------ |
| 1950 | Desert                                                 |                             | [ 7 ]  |
| 1951 | Edgar Neville                                          | El último caballo           | [ 8 ]  |
| 1952 | Ángel Gamón                                            | Séptima página              | [ 9 ]  |
| 1953 | Rafael J. Salvia                                       | El Judas                    | [ 10 ] |
| 1954 | Luis García Berlanga Juan Antonio Bardem Miguel Mihura | Bienvenido, Mister Marshall | [ 11 ] |
| 1955 | Alfonso Paso José Luis Dibildos                        | Sierra maldita              | [ 12 ] |
| 1956 | José Luis Sáenz de Heredia                             | Historias de la radio       | [ 13 ] |
| 1957 | Leonardo Martín                                        | Calabuch                    | [ 14 ] |
| 1958 | Luis Lucas José Gallardo                               | El maestro                  | [ 15 ] |
| 1959 | Fernando Fernán Gómez                                  | La vida por delante         | [ 16 ] |

## Anys 1960
| Any  | Guanyador                          | Treball                      | Notes  |
| ---- | ---------------------------------- | ---------------------------- | ------ |
| 1960 | Luis García Berlanga               | Los jueves, milagro          | [ 17 ] |
| 1961 | José Santugini                     | El hombre que perdió el tren | [ 18 ] |
| 1962 | Desert                             |                              | [ 19 ] |
| 1963 | José Luis Sáenz de Heredia         | El grano de mostaza          | [ 20 ] |
| 1964 | Rafael Azcona Luis García Berlanga | El verdugo                   | [ 21 ] |